# Elvin Ernesto Santos
Elvin Ernesto Santos Ordóñez (Tegucigalpa, 18 de enero de 1963) es un ingeniero civil, empresario y político hondureño que ha formado parte del Partido Liberal de Honduras.
Excandidato a la presidencia de Honduras por el Partido Liberal de Honduras. Nombrado vicepresidente de la república de Honduras entre el 27 de enero de 2006 al 28 de junio de 2009 en la administración del señor Manuel Zelaya, cargo al cual presentó su dimisión en 2008 para presentar su nueva candidatura presidencial.

## Vida privada
Elvin Ernesto Santos nació en Tegucigalpa, M.D.C. del departamento de Francisco Morazán, el 18 de enero de 1963. Es hijo del matrimonio compuesto por el señor Elvin Santos Lozano y la señora Sonia Ordóñez.  
Realizó sus estudios primarios en la Elvel School y seguidamente los secundarios en la Escuela Americana de Tegucigalpa, después realizaría estudios universitarios obteniendo su título de Ingeniero Civil especializado en Administración de Proyectos, por la Universidad Lamar, Beaumont, Texas, Estados Unidos. 

## Ámbito político
Siendo joven Elvin Santos inicia su carrera política en 1981 dentro del Partido Liberal de Honduras y para la candidatura del doctor Roberto Suazo Córdova, seguidamente en 1997 formó parte de la Sección de Informática en la campaña presidencial del ingeniero Carlos Flores Facussé, después en 2004 fue Coordinador de la Comisión Electoral Nacional en la precampaña presidencial del señor Manuel Zelaya, una vez ganada las elecciones internas del Partido Liberal de Honduras y el señor Manuel Zelaya es oficialmente el candidato por este partido político, recibe una invitación de Zelaya Rosales para ser su compañero de fórmula en las elecciones de 2005, de inmediato Santos, empieza a ganar popularidad y luego de ganar las Elecciones generales del 27 de noviembre de 2005 asume la vicepresidencia del país, el 27 de enero de 2006.
En 2008, el entonces vicepresidente Elvin Santos ganó la nominación del Partido Liberal a la candidatura a la Presidencia de Honduras para las elecciones de noviembre de 2009, derrotando al señor Roberto Micheletti. Más tarde, Elvin Santos, renunció al cargo de vicepresidente de Honduras, para dedicarse a la candidatura oficial formando una alianza con Micheletti, dicha alianza fomenta una división dentro del Partido Liberal
El domingo 29 de noviembre de 2009, el candidato liberal Elvin Ernesto Santos, pierde las elecciones contra su oponente el señor Porfirio Lobo Sosa candidato que fue del Partido Nacional de Honduras, por una diferencia considerable de 17.75%, como fue predicho por las encuestas. 
La polaridad sobre las distintas formas de pensar sobre lo ocurrido en el 28 de junio causó inestabilidad en las bases del partido liberal el cual estaba en el poder, donde un porcentaje de la población confiaba en que lo sucedido el 28 fue legal y democráticos y otros que fue golpe de Estado, esta polaridad dividió el partido y resto fuerza a las campañas del candidato liberal que a inicios se perfilaba como mejor candidato a la presidencia.
La resistencia tildó al candidato del partido como golpista, mientras él defendía que no tenía nada que ver en lo sucedido pero por razones de alianzas con Roberto Micheletti.